# Andorsko-španjolska granica
Andorsko-španjolska granica nalazi se u Pirenejima, a dijeli jug Andore i sjever Španjolske (odnosno autonomnu zajednicu Kataloniju).
Duga je 64 km. To je vanjska granica EU-a, kao i vanjska granica Schengenskog prostora, budući da Andora nije niti dio EU-a niti je stranka Schengenskog sporazuma.
Budući da se i Španjolska i Andora nalaze na istom porječju, putovanje je lakše (ceste su bolje) od putovanja između Andore i Francuske. Jedini službeni jezik Andore je katalonski.

## Opis
Granica počinje na zapadu na tromeđi Andora-Francuska-Španjolska (42°36′13″N 1°26′30″W / 42.60361°N 1.44167°W). Zatim ide otprilike u smjeru jugoistoka, a kasnije skreće prema sjeveroistoku do istočne tromeđe s Francuskom (42°30′09″N 1°43′34″W / 42.50250°N 1.72611°W). Granica prolazi visokim planinama, često na visinama preko 2000 metara, a prolazi u blizini najviše točke Andore, vrha Coma Pedrosa. Također prolazi kroz dolinu Madriu-Perafita-Claror, jedino mjesto svjetske baštine u Andori.
U svibnju 2015. Europska komisija usvojila je program suradnje za poboljšanje zaštite okoliša na granicama Španjolske i Andore i Andore i Francuske.
Graničnoj točki Os de Civís (Španjolska) može se pristupiti samo preko Sant Julià de Lòria u Andori .

## Granične kontrole
Glavni kanal komunikacije između dviju zemalja je kroz dolinu Gran Valire između La Seu d'Urgell i župe Sant Julià de Lòria. Jedina granična kontrola na granici Andore i Španjolske nalazi se duž ove ceste. Ne postoji željeznički prijelaz.
Osim toga, helikopteri smiju ići u zračne luke s graničnom kontrolom u drugim zemljama, ali ne i bilo gdje drugdje izvan Andore. Letovi obično idu u zračne luke Barcelona ili Toulouse.
Sporazum potpisan 2003. godine između Francuske, Španjolske i Andore regulira kretanje i boravak državljana trećih država u Andori. U sporazumu se navodi da će tri zemlje uskladiti svoje vize (iako u stvarnosti danas Andora slijedi vize Schengenskog sporazuma), te da će Andora dopustiti ulazak samo onima koji imaju pravo ulaska u Španjolsku ili Francusku. Andora smije dopustiti boravak bilo kojoj osobi i takve će se osobe tretirati kao dugoročni stanovnici Francuske ili Španjolske.

## Krijumčarenje
Zbog niskog poreza na duhan u Andori postoji značajno krijumčarenje cigareta između dviju zemalja; odvija se preko granične postaje La Farga de Molas, ali često i preko planinskih prijevoja. Guardia Civil je odgovorna za nadzor na granici i uhićuje krijumčare na španjolskoj strani.

## Vanjske poveznice
|  | Zajednički poslužitelj ima još gradiva o temi Andorsko-španjolska granica |